# 展毛含笑
展毛含笑（学名：Michelia macclurei var. sublanea）为木兰科含笑属下的一个变种。